# The Company of Snakes
The Company of Snakes fue una banda de rock británica formada en 1998 por los guitarristas ex-Whitesnake Bernie Marsden y Micky Moody, el bajista Neil Murray (ex-Black Sabbath), el cantante Robert Hart (ex-Bad Company) y el baterista John Lingwood. Lanzaron dos álbumes de estudio como "The Company of Snakes" entre 1998 y 2004, antes de cambiar su nombre a M3.

## Discografía
| Año  | Artista               | Título             |
| ---- | --------------------- | ------------------ |
| 1998 | The Snakes            | Once Bitten...     |
| 1998 | The Snakes            | Live in Europe     |
| 2001 | The Company of Snakes | Here They Go Again |
| 2002 | The Company of Snakes | Burst the Bubble   |
| 2003 | M3                    | Classic Snake Live |
| 2005 | M3                    | Rough An' Ready    |